# Уилям Фокс Талбот
Уилям Хенри Фокс Талбот (на английски: William Henry Fox Talbot) е един от пионерите на фотографията, със значителен принос в подобряването на фотографския процес. Също така е запомнен с патентоването на своята технология, което до голяма степен забавя развитието на фотографията в Англия.

## Ранни години
Уилям Фокс Талбот е единственото дете на Уилям Дейвънпорт Талбот, от Абатство Лейкък, Уилтшър, и Лейди Елизабет Фокс Стрейнджуейс, дъщеря на Втория граф на Илчестър. Учи в Хароу и Тринити Колидж в Кеймбридж, където е удостоен с Награда за личност през 1820 г. и се дипломира като 12-ият wrangler („вранглър“-студент, завършващ с отличие по математика в Кеймбриджкия университет) през 1821 година.
От 1822 до 1872 година Талбот поддържа оживена кореспонденция с Royal Society of London for the Improvement of Natural Knowledge (кралското научно общество), най-често на математически теми. Още в най-ранен период той започва своите оптически експерименти, които после ще дадат толкова важни резултати в областта на фотографията. През 1826 г. пише статия за Edinburgh Journal of Science („Единбургски научен журнал“) озаглавена „Някои експерименти върху цветния пламък“, а през 1827 г. друга такава за Quarterly Journal of Science („Тримесечен научен журнал“) на тема „Монохроматична светлина“. Пише още и ред статии за Philosophical Magazine („Философско списание“) на химични теми, включително и една за „Химическите промени на цвета“.

## Изобретяване на калотипния процес
Фокс Талбот от дълго време вече се занимава с фотографски експерименти, когато в началото на януари 1839 г. новината за фотографския процес на французина Луи Дагер се разчува от другата страна на Ламанша. Англичанинът набързо събира записките си и ги представя пред Royal Instituton и Royal Society в края на януари 1839 г.
Процесът на Талбот използвал хартия, покрита с фоточувствителен материал – сребърен хлорид. Той поставял обекти върху фотохартията и я експониранира на слънчева светлина. Образите, получени по този метод днес се наричат фотограми.
По-късно Талбот поставя фотохартията в камера обскура и получения негативен образ фиксира в солена вода. След още няколко подобрения той оповестява през 1840 г. изобретяването на калотипията, която след още няколко доусъвършенствания нарича талботипия.

## За него
- Andrews, Martin. Fox Talbot and the Reading Establishment.   Reading, Two Rivers, 2014. ISBN 9781901677980.
- Booth, Arthur H. William Henry Fox Talbot: father of photography.   London, Arthur Barker, 1965.
- William Henry Fox Talbot: beyond photography.   New Haven, Yale Center for British Art, 2013. ISBN 9780300179347.
- Maimon, Vered. Singular Images, Failed Copies: William Henry Fox Talbot and the Early Photograph.   Minneapolis, Minnesota Press, 2015. ISBN 9780816694716.
- Schaaf, Larry J. The Photographic Art of William Henry Fox Talbot.   Princeton, Princeton University Press, 2000. ISBN 0691050007.
- Who's Who of Members of Parliament: Volume I 1832–1885.   Hassocks, Harvester Press, 1976. ISBN 0391006134.
- Watson, Roger, Rappaport, Helen. Capturing the Light.   London, Macmillan, 2013. ISBN 9781447212584.